# 音乐的定义
音乐的定义（英語：definition of music）力求对音乐的基本属性或本质特征给出简洁准确的解释，涉及定义“音乐”一词含义的过程。许多权威人士给出了音乐的定义，但事实证明，定义音乐比最初想象的要困难得多，人们对此争论不休。许多解释从音乐作为“有组织的声音”的概念开始，但他们也强调这可能是一个过于宽泛的定义，并列举了“有组织的声音”中未被认为是音乐的特例，例如人类语音和存在于自然工业环境中的声音。此外，文化对音乐认知的影响使定义音乐的问题更加复杂。
将“音乐”（music）定义为“结合声乐或器乐（或两者）以产生形式之美、和谐和情感表达的艺术”。然而，一些音乐类型，如噪音音乐和具象音乐，通过使用不被广泛认为是音乐，但具有美感或和谐的声音来挑战这类观点，如随机产生的电子失真、声频反馈、无线电噪声、嘈杂声和利用作曲不确定性过程产生的声音。
美国作曲家约翰·凯奇（1912－1992）创作的音乐作品《4分33秒》（1952）经常被引用来反映定义音乐的困境。书面乐谱记录了三个乐章，表演者出现在舞台上，用手势或其他方式示意表演开始，然后在整个表演期间不发出任何声音，用手势示意各个乐章及整场演出的结束。听众只能听到房间中可能出现的任何环境声响。一些人认为《4分33秒》不是音乐，因为除其他原因外，它不包含传统意义上被认为是“音乐”的声音，作曲家和表演者不能控制和组织听众听到的声音。另一些人则认为它是音乐，因为传统意义上的乐声定义是多余且武断的，对声音组织的控制是由作曲家和表演者通过手势实现的，他们把听众听到的东西分成特定的章节部分并转换成听众能理解的形式。

## 音乐的概念
由于音乐基本概念的差异，许多文化的语言中没有一个可以准确地翻译“music”的词，使之匹配西方文化通常理解的概念。因纽特人和大多数北美印第安人的语言都没有一个关于音乐的一般术语。在阿兹特克人中，古代墨西哥的修辞、诗歌、舞蹈和器乐理论使用纳瓦特尔语术语In xochitl-in kwikatl来指代音乐和其他诗歌的语言和非语言元素的复杂组合，并只为歌唱的表达保留Kwikakayotl（或cuicacayotl）一词。

## 定义

### 有组织的声音

#### 语言
Levi R. Bryant对音乐的定义不是一种语言，而是一种基于标记的、解决问题的方法，与数学相当。 

## 具体定义

### 纳蒂兹
| 诗意过程         | 诗意过程 | 诗意过程     | 审美过程 | 审美过程       |
| 作曲家（制作人） | →        | 声音（痕迹） | ←        | 听者（接收者） |

## 延伸阅读
- Cage, John. . johncage.org.   [2022-10-17]. （原始内容存档于2015-03-12）. Originally published in Southwest Review, 1991.（英文）
- Gutmann, P. (2015). "John Cage and the Avant-Garde: The Sounds of Silence}, classicalnotes.net. Retrieved 2 December 2015. （页面存档备份，存于）（英文）
- Kennedy, Michael. 1985. The Oxford Dictionary of Music, revised and enlarged edition of The Concise Oxford Dictionary of Music, third edition, 1980. Oxford and New York: Oxford University Press. ISBN 978-0-19-311333-6; ISBN 978-0-19-869162-4.（英文）
- List, George. 1985. "Hopi Melodic Concepts". Journal of the American Musicological Society 38, no. 1 (Spring): 143–152.（英文）
- Little, William, and C. T. Onions, eds. 1965. The Oxford Universal Dictionary Illustrated: An illustrated Edition of the Shorter Oxford Dictionary, third edition, revised, 2 vols. London: The Caxton Publishing Co.（英文）
- Merriam-webster.com,. (2015). music （页面存档备份，存于）: "sounds that are sung by voices or played on musical instruments." Retrieved 1 December 2015.（英文）
- Nettl, Bruno. 2001. "Music". The New Grove Dictionary of Music and Musicians, second edition, edited by Stanley Sadie and John Tyrrell. London: Macmillan Publishers.（英文）